# Макарова, Анна Яковлевна
Анна Яковлевна Макарова (1910 год, Калужская губерния — 17 октября 1994 года, Москва) — бригадир электромонтёров треста «Мосэлектромонтаж» № 1 Главмосстроя, гор. Москва. Герой Социалистического Труда (1957).
Родилась в 1910 году в одной из деревень Калужской губернии. В 1933 году переехала в Москву, где устроилась на работу подсобной работницей в строительном тресте «Мосэлектромонтаж» Главмосстроя. Освоив самостоятельно профессию элетромонтёра, стала работать младшим электриком. Позднее была назначена бригадиром электромонтёров.
В 1957 году удостоена звания Героя Социалистического Труда «за выдающиеся производственные достижения и большой вклад, внесённый в освоение и внедрение новых прогрессивных методов труда в жилищное, культурно-бытовое строительство, и создание индустриальной базы по производству строительных материалов и деталей».
Награды
- Герой Социалистического Труда — указом Президиума Верховного Совета СССР от 1 февраля 1957 года
- Орден Ленина